# Euphyia jugurtharia
Euphyia jugurtharia är en fjärilsart som beskrevs av Achille Guenée 1858. Euphyia jugurtharia ingår i släktet Euphyia och familjen mätare. Inga underarter finns listade i Catalogue of Life.